# Гірський Степан Богданович
Степа́н Богда́нович Гі́рський  (нар. 8 січня 1991, Львів, Українська РСР) — український футболіст, захисник польського клубу «Тихи» з однойменного міста.

## Біографія

### Клубна кар'єра
Навчався у Львівській середній школі № 82. Навчаючись у 3-му класі, разом з друзями вперше вступив до футбольної секції «Карпат». Окрім футболу, займався баскетболом, тенісом і навіть бальними танцями. Гірський є вихованцем львівських «Карпат», де його тренером був Андрій Гринер. У серпні 2007 року в складі «Карпат» став переможцем третього Міжнародного турніру «Кубок Карпат», де його визнали найкращим захисником турніру. У дитячо-юнацькій футбольній лізі України виступав з 2004 року по 2008 рік і був одним з лідерів «Карпат». У липні 2008 року на фінальному турнірі ДЮФЛ Гірського визнали найкращим захисником турніру.
У липні 2008 року після випуску з ДЮСШ підписав контракт з «Карпатами» і став виступати за «Карпати-2», які виступали у Другій ліги України. 20 липня 2008 року дебютував у складі «Карпат-2» у виїзному матчі проти хмельницького «Динамо» (1:0), Гірський відіграв весь поєдинок і в цій грі, також отримав жовту картку. У наступній грі 25 липня 2008 року в домашньому матчі проти чернівецької «Буковини» (1:3), на 58 хвилині він забив єдиний гол команди у ворота Василя Раковиця.
У вересні 2008 року в складі молодіжного складу «Карпат» виступав на міжнародному турнірі Кубок Кароля Войтили, команда дійшла до фіналу, де поступилася «Лаціо» (3:1). Всього за «Карпати-2» він виступав протягом пів року і провів 16 ігор та забив 1 м'яч, також отримав 6 жовтих карток.
Взимку 2009 року Роман Толочко взяв Степана в дубль «Карпат», які виступали в молодіжній першості України. 28 лютого 2009 дебютував у молодіжному чемпіонаті в домашньому матчі проти одеського «Чорноморця» (1:0), Гірський вийшов на 67 хвилині замість Євгена Тарасенка. Спочатку він виходив на заміни, але в останніх 3-х іграх першості він відіграв повні 90 хвилин. Провести більше ігрового часу йому завадила травма, струс мозку, отримана в розташуванні юнацької збірної України. Всього в сезоні 2008/09 він зіграв в 10-х матчах.
У наступному сезоні Гірський поступово став основним гравцем і капітаном команди. Взимку 2010 року разом з молодіжною командою «Карпат» побував на зборах у Туреччині, де в одній з товариських іграх отримав травму ахілла, через яку пропустив деякий час. У лютому 2010 року на Кубку Кримтеплиці «Карпати-2» посіли 6 місце, в матчі 5 місце вони поступилися «Форосу». У сезоні 2009/10 «Карпати» вперше стали переможцями молодіжного чемпіонату, Гірський зіграв у 27 іграх.
У липні 2010 року потрапив в заявку «Карпат» на Лігу Європи. 22 вересня 2010 дебютував в основному складі «Карпат» у матчі 1/16 фіналу Кубка України проти комсомольського «Гірника-Спорт» (0:5), Гірський відіграв весь матч. Взимку 2011 року вперше поїхав на збори у складі основної команди «Карпат» до Іспанії. Гірський виступав на турнірі Копа дель Соль, «Карпати» у підсумку дійшли до фіналу, де обіграли донецький «Шахтар» (1:0), однак у фіналі він не зіграв. У лютому 2011 року також побував на зборах у Туреччині.
15 травня 2011 дебютував у Прем'єр-лізі України у виїзному матчі проти донецького «Металурга» (4:1), головний тренер Олег Кононов випустив Гірського на 89 хвилині замінивши Ігоря Ощипка. У молодіжній першості сезону 2010/11 він зіграв у 26 іграх і забив 1 м'яч (у ворота луцької «Волині»).
Влітку 2011 року брав участь у зборах «Карпат» в Австрії. Після того, як «Карпати» очолив Павло Кучеров Гірський став частіше потрапляти в основний склад, граючи на позиції правого захисника. Після першої половини сезону 2011/12 сайт Football.ua назвав його відкриттям першої частини сезону в складі «Карпат».
До кінця 2013 року відданий в оренду в тернопільську «Ниву». Потім як повноцінний гравець провів 3 гри за ФК «Полтава». У лютому 2015 перейшов в польський клуб «Хробри» з Глогува.
21 січня 2016 року став гравцем клубу «Тихи», підписавши однорічний контракт з опцією пролонгації ще на рік.

### Кар'єра в збірній
Гірський був викликаний на міжнародний турнір у Бельгії в березні 2007 року. 7 березня 2007 дебютував у юнацькій збірній України до 17 років в матчі проти збірної Північної Ірландії (1:3), Гірський вийшов на 54 хвилині замінивши Максима Горобця. У березні 2007 року разом з юнацькою збірною брав участь у турнірі Кубок Молдавії, Україна посіла 4 місце. У матчі за 3 місце команда поступилася Кіпру в серії пенальті. На цьому турнірі він провів 3 з 4 матчів, виступаючи на позиції лівого захисника.
У червні 2007 року був запрошений Анатолій Бузник на меморіал Віктора Баннікова. У підсумку Україна дійшла до фіналу, де програла Туреччині з рахунком (0:2). На турнірі він провів 4 гри. У липні 2007 року взяв участь у турнірі Чорноморські ігри, які проходили в Туреччині, Гірський зіграв у 3 матчах, в яких забив 1 гол (у ворота Греції).
У вересні 2007 року у складі юнацької збірної до 17 років став срібним призером турніру Кубка Сіренка, який проходив у Польщі. У фінальному матчі Україна поступилася Чехії (1:1 основний час, по пенальті 5:6). Разом з командою Гірський поїхав на ігри кваліфікаційного раунду чемпіонату Європи 2008 серед збірних не старше 17 років, проте там не зіграв.
В кінці листопада 2007 року взяв участь у двох товариських матчах проти Італії. У лютому брав участь на турнірі в Іспанії, в місті Ла-Манга. Всього за юнацьку збірну України до 17 років зіграв в 20 іграх і забив 1 м'яч.
22 жовтня 2008 дебютував у складі юнацької збірної України до 19 років в товариському матчі проти Швейцарії (0:0). У квітні 2009 року разом з командою Гірський став бронзовим призером турніру Словаччина Кубок. Всього за збірну до 19 років він провів 4 гри.
У липні 2010 року вперше був викликаний Павлом Яковенком в розташування молодіжної збірної України.